# Жуковский, Рудольф Казимирович
Рудо́льф Казими́рович Жуко́вский (1814, Белосток — 6 (18) ноября 1886, Санкт-Петербург) — русский живописец и рисовальщик польского происхождения.

## Биография
В 1833–1839 гг. учился в Академии художеств у Александра Варнека. Удостоен малой серебряной медали за рисунок с натуры (1835).
В 1840-е годы приобрёл широкую известность как художник-иллюстратор, в том числе сотрудничавший с Н. А. Некрасовым в альманахе «Физиология Петербурга», иллюстрировавший «Конька-горбунка» П. П. Ершова, басни И. А. Крылова и др. Мастер литографических и живописных жанровых сцен, в том числе сатирического звучания, работал также в области портретной и батальной живописи.
С 1872 года преподавал рисование в Петербургском технологическом институте.
Согласно «Азбучному указателю имён» для «Русского биографического словаря» (в 1888) и далее по версии Дм. Северюхина, утопился в Неве 6 (18) ноября 1886 года.

## Галерея

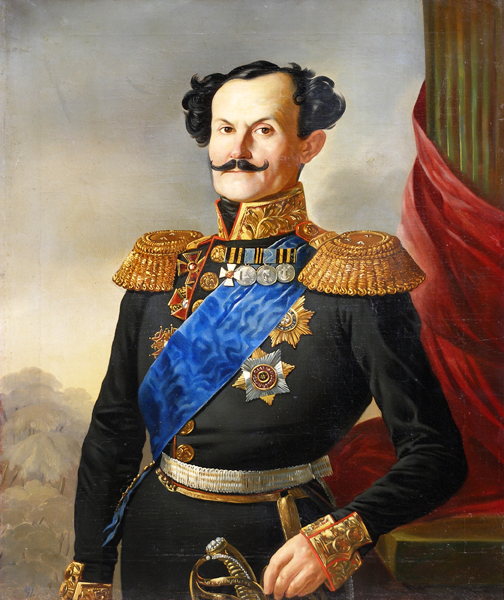
Портрет Г. Е. Шварца. Курская картинная галерея
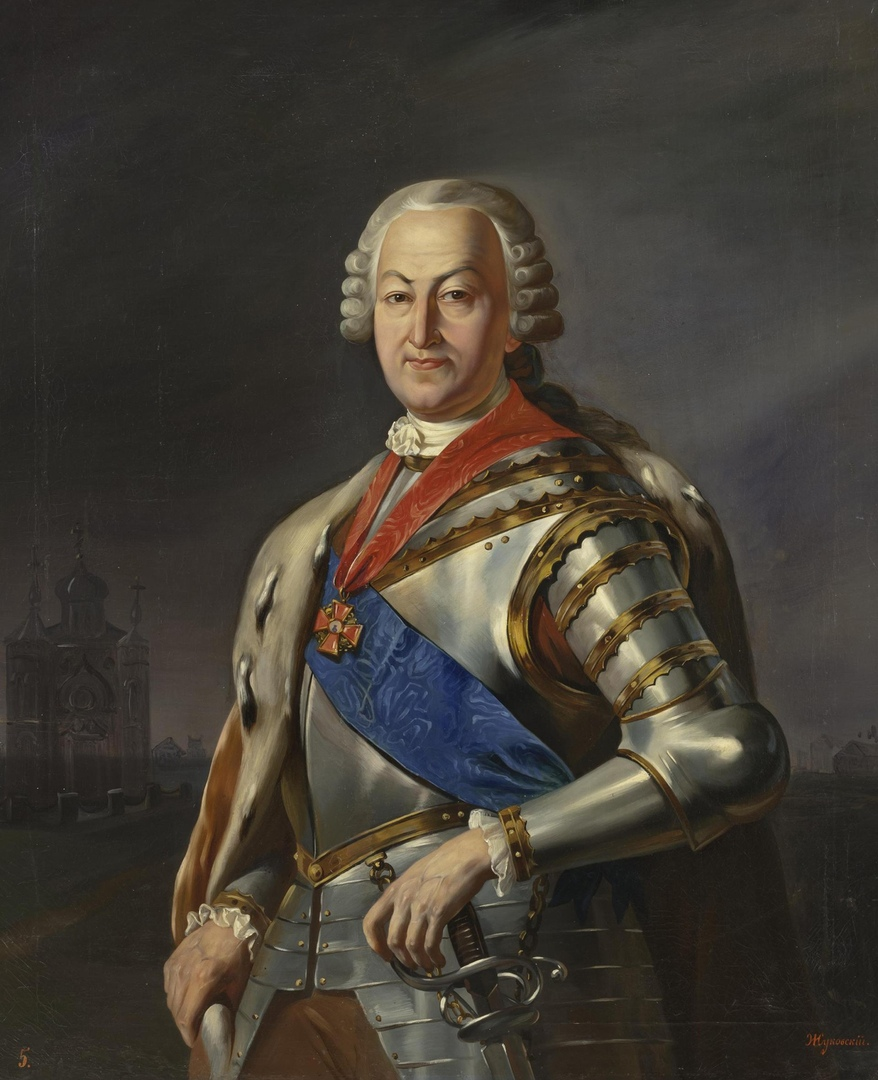
Портрет князя Михаила Михайловича Голицына младшего. 1845
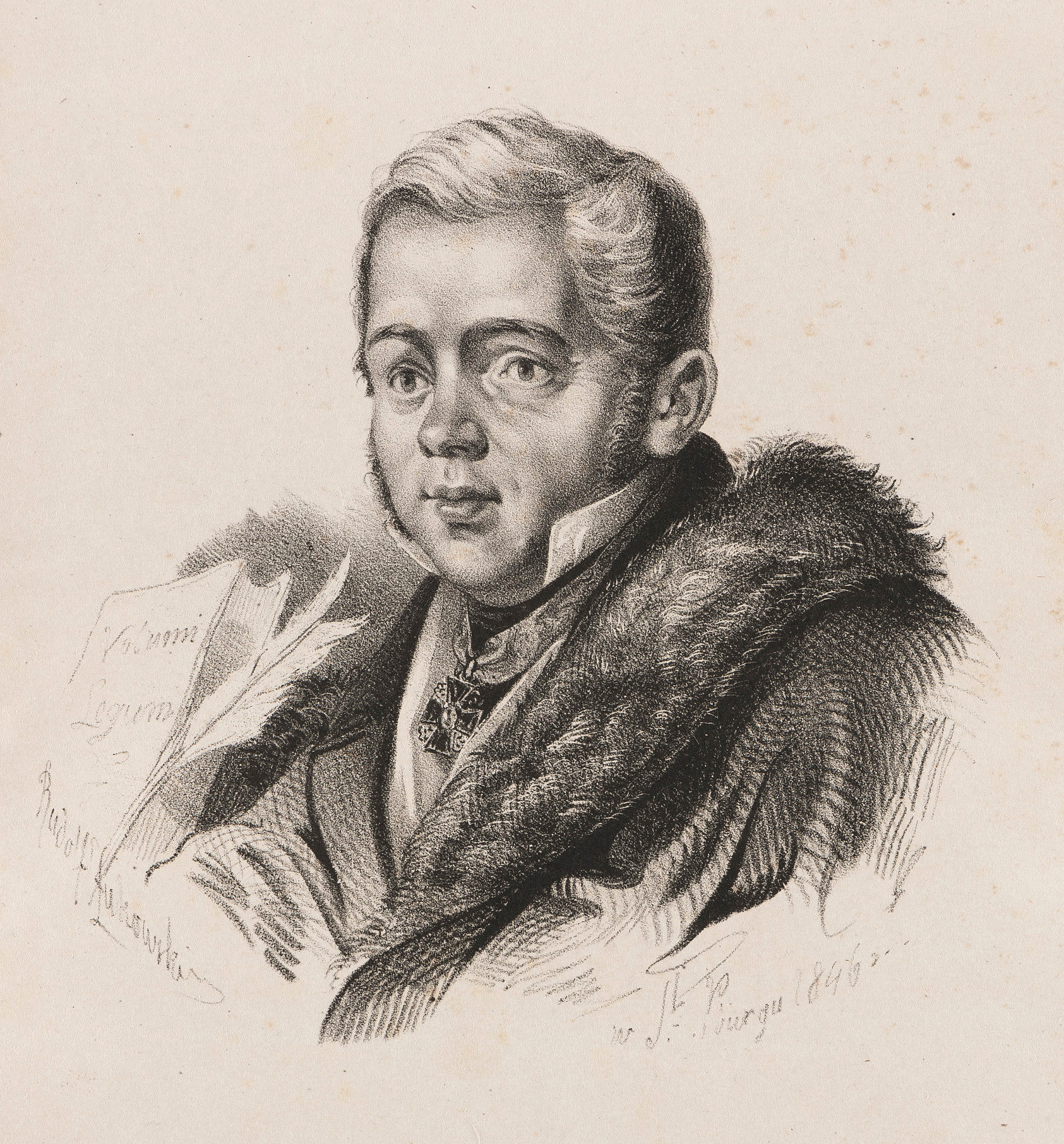
Портрет Игната Даниловича. 1846
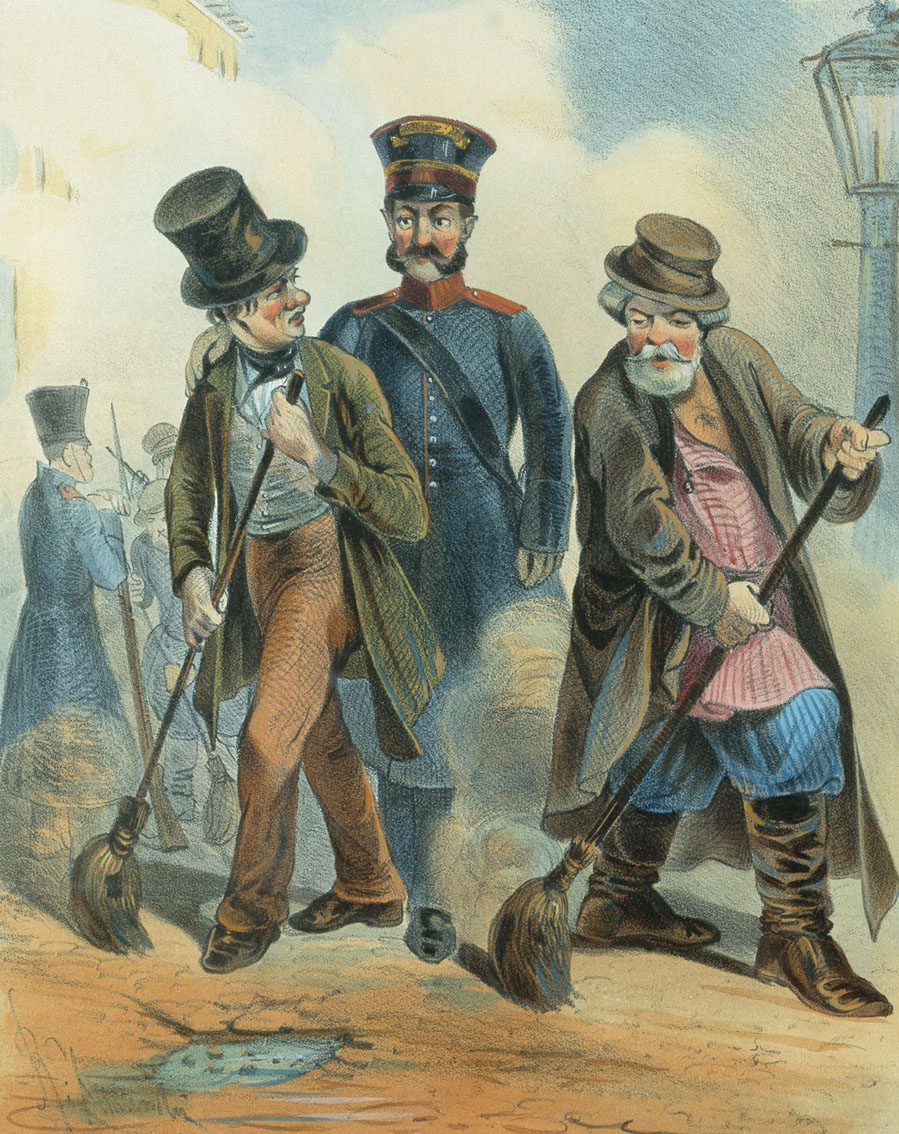
Иллюстрация. 1843
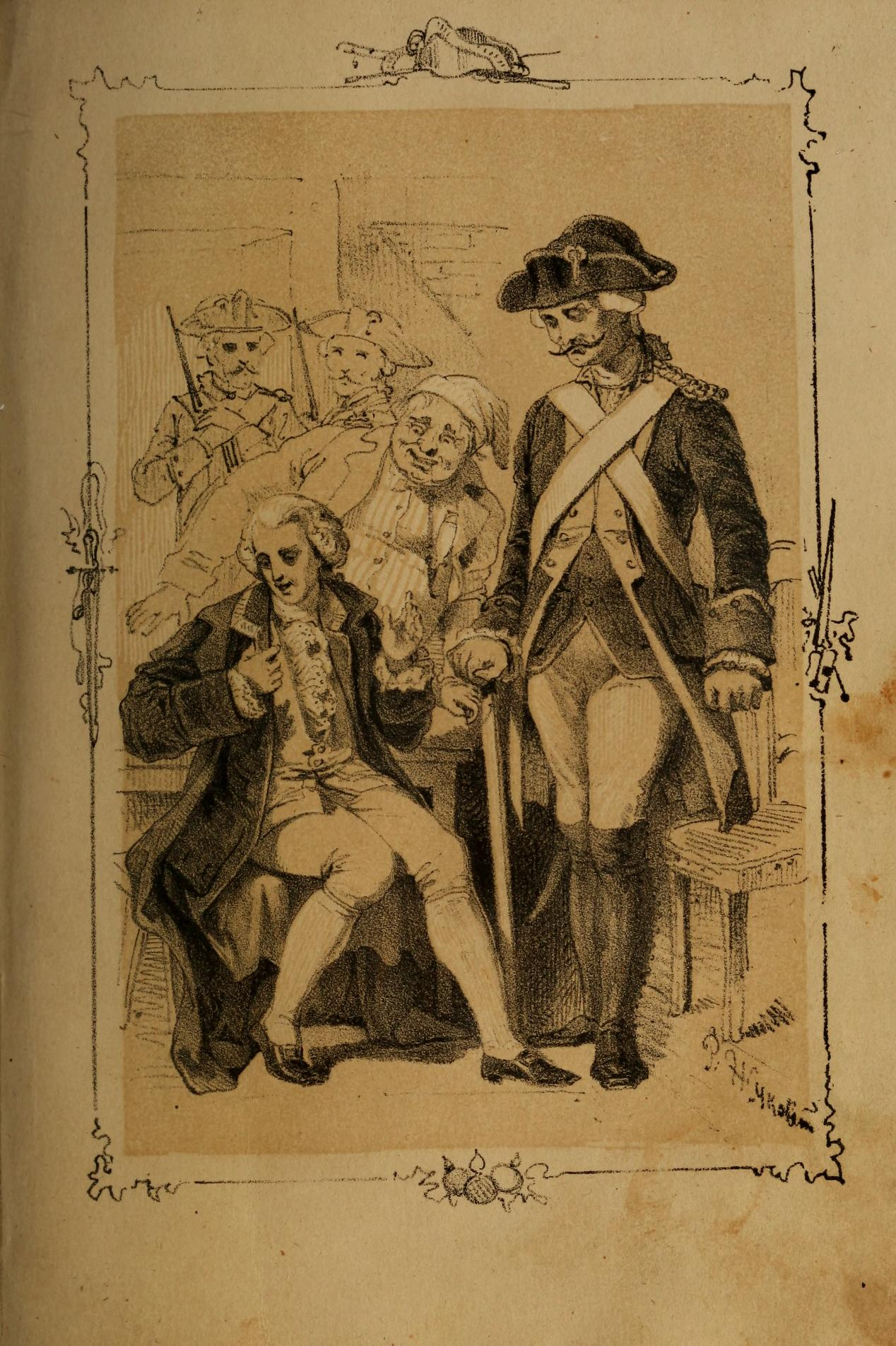
Михаил Ломоносов и прусские солдаты. Около 1847
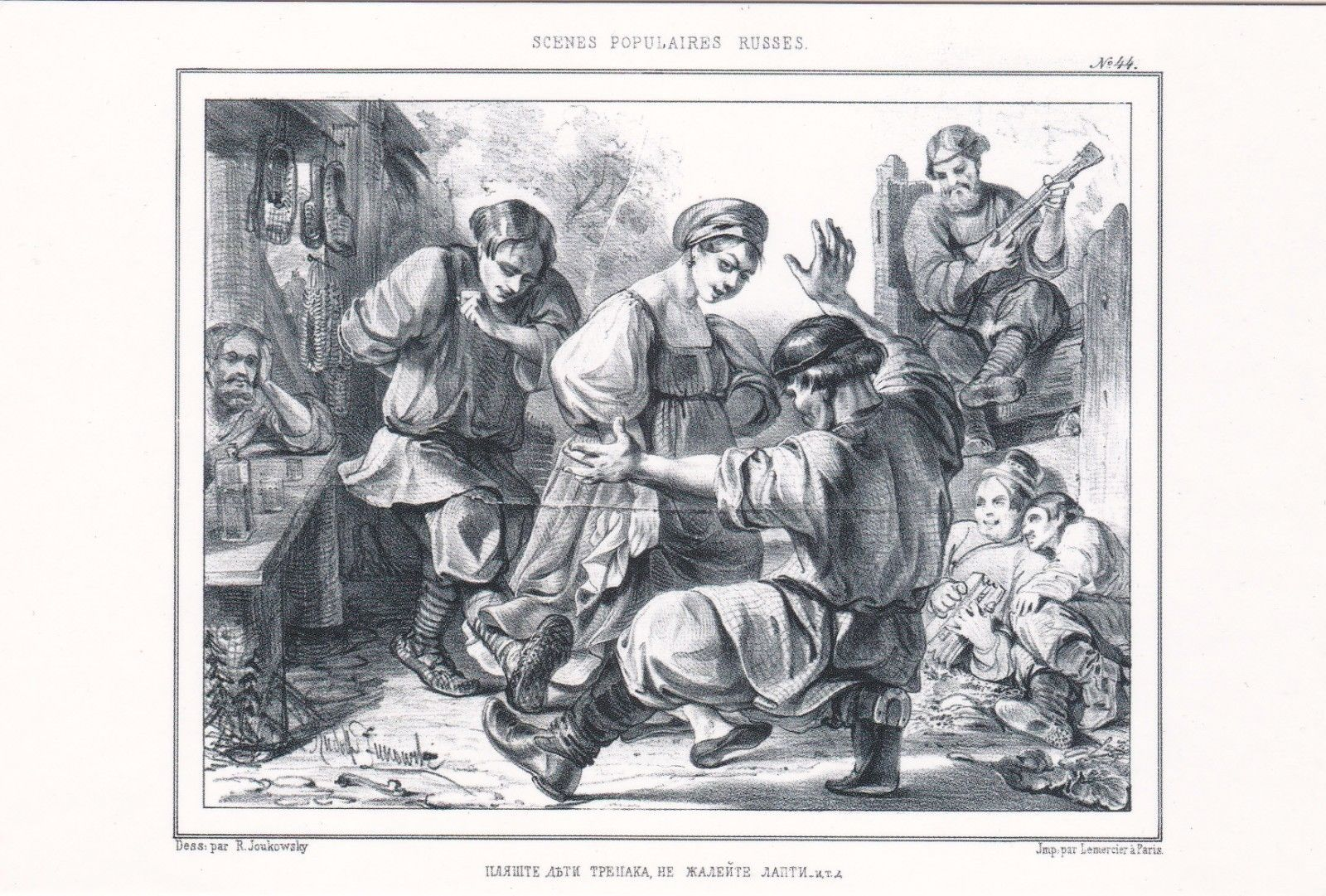
Трепак